# Lautenbach (Francja)
Lautenbach – miejscowość i gmina we Francji, w regionie Grand Est, w departamencie Górny Ren.
Według danych na rok 1990 gminę zamieszkiwały 1394 osoby, 107 os./km².